# Soul (альбом Лоуелла Фулсона)
Soul — студійний альбом американського блюзового музиканта Лоуелла Фулсона, випущений у 1965 році лейблом Kent.

## Про альбом
Цей альбом 1965 року став для Лоуелла Фулсона першим на лейблі Kent. Альбом включає 12 пісень, деякі з яких звучать як соул (наступний альбом Фулсона на цьому лейблі Tramp матиме ще більше соул-груву), інша частина Soul звучить як спражвня блюзова сесія, на якій виділяються такі пісні як «Talkin' Woman» і «Change Your Ways» з використанням духових інструментів.
Пісня «Black Nights» у 1965 році посіла 11-е місце в хіт-параді Hot Rhythm & Blues Singles.

## Список композицій
| Сторона А | Сторона А               | Сторона А                     | Сторона А  |
| #         | Назва                   | Автор                         | Тривалість |
| --------- | ----------------------- | ----------------------------- | ---------- |
| 1.        | «Black Nights»          | Фетс Вашингтон                | 3:34       |
| 2.        | «Talkin' Woman»         | Лоуелл Фулсон, Фетс Вашингтон | 2:32       |
| 3.        | «Shattered Dreams»      | Лоуелл Фулсон, Фетс Вашингтон | 2:36       |
| 4.        | «Sittin' Here Thinkin'» | Лоуелл Фулсон, Б. Б. Кінг     | 3:07       |
| 5.        | «Little Angel»          | Фетс Вашингтон                | 2:09       |
| 6.        | «Change Your Ways»      | Фетс Вашингтон                | 3:03       |

| Сторона В | Сторона В                 | Сторона В       | Сторона В  |
| #         | Назва                     | Автор           | Тривалість |
| --------- | ------------------------- | --------------- | ---------- |
| 1.        | «Blues Around Midnight»   | Фетс Вашингтон  | 2:52       |
| 2.        | «Every Time It Rains»     | Фетс Вашингтон  | 3:25       |
| 3.        | «Just One More Time»      | Фетс Вашингтон  | 3:19       |
| 4.        | «Ask at Any Door in Town» | Фетс Вашингтон  | 3:07       |
| 5.        | «Too Many Drivers»        | Біг Білл Брунзі | 3:07       |
| 6.        | «My Aching Back»          | Лоуелл Фулсон   | 2:59       |

## Учасники запису
- Лоуелл Фулсон — вокал, гітара